# Janvier 1874

## Événements
- Essor du Mouvement pour la liberté et les droits du peuple qui, avec d’autres partis japonais, réclament sous la direction d’Itagaki Taisuke la création d’une assemblée nationale. Création à Osaka de la Société des patriotes (Aikoku Kōtō), à l’origine du mouvement démocratique constitutionnaliste.
- 3 janvier, Espagne : le capitaine général Manuel Pavía renverse le président Emilio Castelar.
- 10 janvier : recul des nationaux-libéraux aux élections au Reichstag en Allemagne. Le parti catholique du centre devient le premier parti avec 27,9 % des suffrages, le parti social-démocrate obtient 6,8 %. Le Reichsland d’Alsace-Lorraine peut élire 15 députés au Reichstag.
- 12 janvier, Espagne : Pavia constitue un gouvernement fort avec de vieux progressistes et des libéraux.
- 13 janvier : réforme militaire de Milioutine en Russie : service obligatoire pour tous (6 ans au lieu de 25), appel par tirage au sort d’une partie du contingent, réduction de la durée du service selon les études effectuées.
- 16 janvier, Espagne : Pavia nomme Francisco Serrano Domínguez à la présidence de la République, mais l’instabilité du régime républicain catalyse la formation d’un front monarchiste.
- 20 janvier : traité de Pangkor entre le Royaume-Uni et le sultanat de Perak en Malaisie.
- 22 janvier : succès du parti libéral aux élections fédérales canadiennes de 1874, résultat de scandales politico-financiers qui ont momentanément compromis ses adversaires. Alexander MacKenzie (libéral) devient premier ministre. Il renforce l’indépendance du Canada en réduisant les prérogatives du gouverneur général. Il se discrédite en refusant de favoriser l’industrie nationale par l’établissement de droits protecteurs et en négligeant la construction du transcontinental.
- 31 janvier : les Ashanti sont battus par les Britanniques à Amoafo.

## Naissances
- 4 janvier : Josef Suk, violoniste et compositeur tchèque.
- 5 janvier : James David Stewart, Premier ministre de l'Ile du Prince Edouard.
- 13 janvier : Joseph-Ernest Van Roey, cardinal belge († 6 août 1961).
- 14 janvier : Georges Wague, mime et acteur français († 1965).
- 16 janvier : Robert W. Service, poète.
- 23 janvier : George F. Argetsinger, homme politique américain († 11 février 1951).

## Décès
- 13 janvier : Victor Baltard, architecte français.